# Ocyptamus tribinicincta
Ocyptamus tribinicincta är en tvåvingeart som först beskrevs av Günther Enderlein 1938.  Ocyptamus tribinicincta ingår i släktet Ocyptamus och familjen blomflugor.
Artens utbredningsområde är Paraguay. Inga underarter finns listade i Catalogue of Life.